# Arrondissement de Lissa

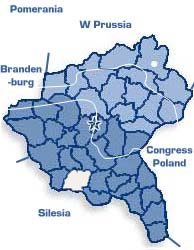
arrondissement de Lissa

L'arrondissement de Lissa, à la limite sud de la province prussienne de Posnanie, existe de 1887 à 1920. L'ancien territoire de l'arrondissement appartient désormais à la voïvodie polonaise de Grande-Pologne.

## Superficie
L'arrondissement de Lissa a une superficie de 525 km².

## Histoire
Après le deuxième partage de la Pologne de 1793 à 1807, le territoire autour de la ville de Lissa appartient à la province prussienne de Prusse-Méridionale. Après la paix de Tilsit, la région est rattachée au duché de Varsovie en 1807. La région tombe de nouveau aux mains du royaume de Prusse après le Congrès de Vienne du 15 mai 1815. Jusqu'au 1er octobre 1887, elle appartient à l'arrondissement de Fraustadt dans la province de Posnanie.
Le 1er octobre 1887, un arrondissement de Lissa est formé à partir de la partie orientale de l'arrondissement de Fraustadt.
Vient dans le nouveau arrondissement de Lissa :
- les villes de Lissa, Reisen, Schwetzkau, Storchnest et Zaborowo (de),
- le district de police de Lissa (à l'exclusion de la commune de Neu Laube) et
- le district de police de Storchnest.

Lissa devient le chef-lieu de l'arrondissement et le siège du bureau de l'arrondissement.
Le 27 décembre 1918, le soulèvement de la majorité polonaise contre la domination allemande commence dans la province de Posnanie et, en janvier 1919, le nord-est de l'arrondissement autour de la ville de Storchnest est sous contrôle polonais. Le sud-ouest de l'arrondissement, y compris les villes de Lissa et Reisen, reste occupé par les Allemands.
Le 16 février 1919, un armistice met fin aux combats germano-polonais et le 28 juin 1919, le gouvernement allemand cède officiellement l'arrondissement de Lissa à la Pologne nouvellement fondée avec la signature du traité de Versailles. Le 25 novembre 1919, l'Allemagne et la Pologne concluent un accord sur l'évacuation et la rétrocession des territoires à céder, qui est ratifié le 10 janvier 1920.
L'évacuation de la zone restante sous contrôle allemand, y compris la ville de Lissa, et la rétrocession à la Pologne ont lieu entre le 17 janvier et le 4 février 1920. L'arrondissement de Lissa devient le powiat polonais de Leszno.
En outre, les communes limitrophes de Neu Laube, Scharne, Weine et Wilhelmsruh, qui font également partie du powiat de Leszno, sont cédées par l'arrondissement de Fraustadt.

## Évolution de la démographie
| Année | Habitants | Source |
| ----- | --------- | ------ |
| 1890  | 38 980    |        |
| 1895  | 39 418    | [ 8 ]  |
| 1900  | 40 313    | [ 1 ]  |
| 1910  | 44 579    | [ 1 ]  |

Parmi les habitants de l'arrondissement en 1890, environ la moitié est de langue maternelle polonaise et l'autre moitié de langue maternelle allemande. La plupart des Allemands vivent dans le chef-lieu de l'arrondissement, Lissa (près de 14 000 personnes, soit 86 % de la population de la ville). Après 1920, une partie de la population allemande quitte la région.

## Politique

### Administrateurs de l'arrondissement
1887–189300Hans von Hellmann
1893–189800Fink
1898–190700Arnold von Rosenstiel (de)
1908–192000Siegfried von Kardorff (de)

### Élections
L'arrondissement de Lissa formait avec l'arrondissement de Fraustadt la 6e circonscription du district de Posen au Reichstag . Les représentants suivants sont élus lors des élections du Reichstag entre 1887 et 1912 :
- 188700Paul von Rheinbaben (de), Parti conservateur libre
- 189000Hans von Hellmann, Parti conservateur libre
- 189300Stanislaus von Chlapowski (de), Parti polonais
- 189800Anton Tasch (de), Zentrum
- 190300Karl Schmidt (de), Parti conservateur libre
- 190700Max Kolbe (de), Parti conservateur libre
- 191200Hans Georg von Oppersdorff (de), Zentrum

## Structure administrative
Au 1er janvier 1908, les villes de Lissa, Reisen, Schwetzkau et Storchnest appartiennent à l'arrondissement de Lissa. Les 55 communes restantes (en 1908) et 35 districts de domaine sont regroupés en districts de police .

## Communes
Au début du XXe siècle, les communes suivantes appartiennent à l'arrondissement :
| - Alt-Laube - Augustinki - Belencin - Bojanitz - Dambitsch - Deutsch Wilke - Drobnin - Feuerstein - Frankowo - Garthe (de) - Garzyn - Golembitz - Grätz - Groß Tworsewitz - Grünchen - Grune | - Gurszno - Hersztopowo - Kankel - Karchowo - Kläne - Klein Tworsewitz - Kleszczewo - Kletschau - Kloda - Kociugi - Laßwitz - Laune - Lissa, ville - Lissadorf - Lubonia - Mierzejewo | - Moraczewo - Murke - Murkingen - Neuguth bei Reisen - Oporowo - Oporuwko - Pawlowitz - Petersdorf - Pomykowo - Priebisch - Przyb - Reisen, ville - Retschke - Robczysko - Saake - Schmidtschen | - Schwetzkau, ville - Storchnest, ville - Striesewitz - Swierczyn - Tharlang - Trebchen - Treben - Witschenske - Wolfskirch - Woynowitz - Wulke - Zaborowo (de), ville jusqu'en 1893 - Zedlitzwalde |